# Radionorba
Radio Norba è un'emittente radiofonica FM privata italiana edita dal Gruppo Norba.
Il presidente è Marco Montrone, figlio di Luca, fondatore del gruppo. Fino al 18 ottobre 2023, il direttore artistico è stato Alan Palmieri, già conduttore di Radio 105 e RTL 102.5. Fino al 2007 la radio è stata diretta da Titta De Tommasi, ex dj e conduttore, passato poi alla direzione artistica di Telenorba.
L'emittente possiede una controparte televisiva, Radionorba TV, le cui trasmissioni sono partite il 21 marzo 2012.

## Storia
Radionorba inizia a trasmettere per la prima volta a novembre 1976, nella prima sede in via Cardinale Gennari, ma sospende ben presto le trasmissioni in quanto il gruppo decide di concentrarsi sul settore televisivo e, nel frattempo, studiare una dimensione più ampia per il lancio della radio.
L'emittente, quindi, riprende le trasmissioni il 29 ottobre 1984 da un'altra sede sita in via Divisione Acqui, nel centro di Conversano, con Antonella Caramia. Il gruppo Telenorba, editore della radio, costituisce il 4 dicembre la Fonovipi Puglia S.p.A, diretta da Carlo Momigliano per la vendita degli spazi pubblicitari, con sede a Bari e filiali a Foggia e Lecce. Nel 1991 battesimo per Vedo radio, la prima trasmissione televisiva che coinvolge i dj dell'emittente.
Per i visitatori del sito internet esce il magazine Spinz.
Nel 2001 nasce la redazione giornalistica, con Agostino Quero e Raffaella Polti. Numerose le finestre d'informazione aperte nel corso della giornata sulla cronaca nazionale e locale.
Il 29 ottobre 2003 viene inaugurata ufficialmente la sede di Napoli.
Nell'estate 2010 viene inaugurata la redazione di Lecce, da cui trasmettono in diretta gli speaker Max Del Buono e Paolo Foresio.
Radionorba vince nel 2008 i premi Grolla d'Oro e Media Award come migliore radio locale d'Italia.
Dal 31 maggio 2021 l'emittente rinnova logo, grafiche e studi. Inoltre, estende la propria offerta editoriale con quattro nuove emittenti tematiche digitali: Radio Norba Music, Radio Norba Italiana, Radio Norba Amore, Radio Norba Joy e Radio Norba Battiti.
L’11 agosto 2022 fa il suo ritorno nel DAB in Puglia, questa volta con una copertura su Bari e zone limiitrofe per quanto riguarda il mux SpaceDAB, parte del Salento per il mux MediaDAB.
La raccolta pubblicitaria nazionale è affidata a Digitalia '08, per le notizie nazionali vi sono le breaking news di TGcom24.
Dal 18 ottobre 2023, la direzione artistica della radio passa ad Angelo De Robertis, ex direttore di Radio 105, mentre Alan Palmieri mantiene la direzione artistica del Radio Norba Battiti Live. 

## Loghi

Logo utilizzato dal giugno 2009 al 31 maggio 2021
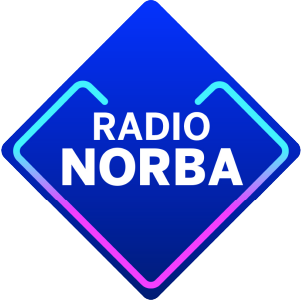
Logo in uso dal 31 maggio 2021

## Programmi

### Battiti dalla Caverna
Battiti dalla Caverna è stato un programma di Radionorba in onda dal 1995 al 2008. Il programma ospitava i più importanti cantanti italiani in cui si esibivano in versione acustica davanti ad un pubblico. Tanti gli artisti che hanno poi suonato unplugged nello studio dell'emittente: Alex Baroni, Alex Britti, Anna Tatangelo, Avion Travel, Biagio Antonacci, Simone Cristicchi, Daniele Silvestri, Fabio Concato, Gigi D'Alessio, Jovanotti, Le Vibrazioni, Litfiba, Mario Venuti, Massimo Ranieri, Nek, Neri per Caso, Paola e Chiara, Paolo Meneguzzi, i Pooh, Renato Zero, Roberto Vecchioni, Ron, Rossana Casale, Sud Sound System, Teresa De Sio, i Tiromancino, Vinicio Capossela, Gino Paoli.

### Battiti Live
Battiti Live sono dei concerti gratuiti, trasmessi su Radionorba e Telenorba (dal 2017 al 2023 su Italia 1 e dal 2024 su Canale 5), ogni estate dalle principali piazze della Puglia.

### Sete di Radio Tour
Il Sete di Radio Tour è un altro tour che tocca località di Puglia e Basilicata. Il Sete di Radio Tour nasce nel 2009 e vede dei giochi tra il pubblico e il programma come il gioco dj per un giorno. A differenza del Radionorba Battiti Live, il Sete di Radio Tour viene prodotto, oltre che da Radionorba, anche dalla Dreher. Il Sete di Radio Tour è caratterizzato dalla collocazione serale in cui viene ospitato più di un artista per volta; vengono realizzate delle vere e proprie interviste agli artisti. Di seguito vengono riportate le stagioni con i principali artisti che vi hanno preso parte:
- 2009: Noemi, Marco Carta, Dolcenera, Arisa[6]
- 2010: Nina Zilli, Tony Maiello, Povia, Daniele Silvestri, Malika Ayane, Raf, Gianluca Grignani[7]
- 2011: Syria, Max Pezzali, Luca Barbarossa, Noemi, Giusy Ferreri, Nathalie, Emma, Luca Dirisio, Virginio[8].
- 2012: Emma, Noemi, Marco Mengoni, Club Dogo, Anna Tatangelo e Gigi D'Alessio[9]

### Rubriche
- Astrabilia: con Franca Mazzei, le previsioni astrologiche del giorno segno per segno (dal lunedì al sabato alle 06:50 e alle 09:20, la domenica alle 10:20);
- Buongiorno Sud: l'editoriale del direttore di Radio Norba Notizie, Maurizio Angelillo (dal lunedì al sabato alle 08:45);
- Weekend Compilation: con Antonio Malerba, 4 canzoni scelte direttamente dagli ascoltatori (il sabato e la domenica alle 09:40, 10:40, 11:40);
- Hit Dance: con Carlo Gallo, le canzoni più ballate in discoteca (il sabato dalle 23:00 alle 24:00 e la domenica dalle 03:00 alle 04:00)

### Programmi
- Le prime donne del mattino: con Angela Molinari e Angela Tangorra (dal lunedì al venerdì dalle 07:00 alle 09:00);
- Music college: con Daniele Colacicco e Rosaria Rollo (dal lunedì al venerdì dalle 15:00 alle 17:00);
- A tutte le auto: con Enrico Fornaro, Alessia Marty e Rocco Pietrantonio (dal lunedì al venerdì dalle 17:00 alle 19:00; in replica dalle 05:00 alle 07:00);
- Liberi tutti: con Luigi Landi e Stefania Sorrentini (dal lunedì al venerdì dalle 19:00 alle 21:00);
- Ciao Antonio: con Antonio Malerba (il sabato e la domenica dalle 09:00 alle 12:00).

## Speakers

### Conduttori attuali
- Alan Palmieri (dal lunedì al venerdì dalle 11:00 alle 13:00)
- Alessia Marty (dal lunedì al venerdì dalle 17:00 alle 19:00)
- Anna Conte (il sabato e la domenica dalle 07:00 alle 09:00)
- Angela Molinari (dal lunedì al venerdì dalle 07:00 alle 09:00)
- Angela Tangorra (dal lunedì al venerdì dalle 07:00 alle 09:00)
- Antonella Caramia (dal lunedì al venerdì dalle 09:00 alle 11:00)
- Antonio Malerba (il sabato e la domenica dalle 09:00 alle 12:00)
- Beppe Denitto (il sabato e la domenica dalle 17:00 alle 20:00)
- Carlo Gallo (il sabato dalle 23:00 alle 24:00 e la domenica dalle 03:00 alle 04:00)
- Claudia Cesaroni (dal lunedì al venerdì dalle 13:00 alle 15:00)
- Cristobal (il sabato e la domenica dalle 14:00 alle 17:00)
- Daniela Vantaggiato (il sabato e la domenica dalle 12:00 alle 14:00)
- Daniele Colacicco (dal lunedì al venerdì dalle 15:00 alle 17:00)
- Enrico Fornaro (dal lunedì al venerdì dalle 17:00 alle 19:00)
- Franca Mazzei (dal lunedì al sabato alle 06:50 e alle 09:20, la domenica alle 10:20)
- Luigi Landi (dal lunedì al venerdì dalle 19:00 alle 21:00)
- Marco Guacci (dal lunedì al venerdì dalle 13:00 alle 15:00)
- Mauro Dalsogno (dal lunedì al venerdì dalle 09:00 alle 11:00)
- Rocco Pietrantonio (dal lunedì al venerdì dalle 17:00 alle 19:00)
- Rosaria Rollo (dal lunedì al venerdì dalle 15:00 alle 17:00)
- Simona Valenti (dal lunedì al venerdì dalle 21:00 alle 24:00)
- Stefania Sorrentini (dal lunedì al venerdì dalle 19:00 alle 21:00)
- Veronica Pellegrino (dal lunedì al venerdì dalle 11:00 alle 13:00)

### Conduttori storici
- Angelo Curci
- Antonio Gerardi (RTL 102.5, Radio Kiss Kiss)
- Carlotta (Radio Kiss Kiss, 101)
- Celeste Savino
- Fernando Proce (Radio 105, RTL 102.5, Radio Monte Carlo, R101)
- Federico l'Olandese Volante
- Ilario (Radio Kiss Kiss, Rock Cafè, Radio Rock)
- Marco Curci
- Maria Grazia Carulli (RaiRadio 1, M2O)
- Max Del Buono (Radio Dimensione Suono)
- Pio e Amedeo (Mediaset, RTL 102.5)
- Roberta De Matthaeis (Dimensione Suono Soft, LA7, Radio Monte Carlo)
- Rosaria Renna (Radio Dimensione Suono, Radio Monte Carlo)
- Sabrina Merolla (Radio Capital)
- Sara Calogiuri (R101, Radio Zeta)
- Savino Zaba (Rai Radio 2, Rai 1)
- Simone Maggio (Radio Monte Carlo, Radio Italia)
- Stefano Mastrolitti (R101)

## Riconoscimenti
Radionorba ha vinto numerosi Premi: tra gli ultimi: la Grolla d'Oro come migliore radio locale d'Italia del 2008 e Media Award sempre come migliore radio locale d'Italia del 2008. Nel 1988 aveva vinto l'Oscar della Radio.